# Dorres
Dorres  es una localidad  y comuna francesa, situada en el departamento de Pirineos Orientales en la región de Languedoc-Rosellón.
A sus habitantes se les conoce por el gentilicio en francés de Dorrois.

## Geografía
La comuna está situada en los Pirineos catalanes, en la Cerdaña francesa.

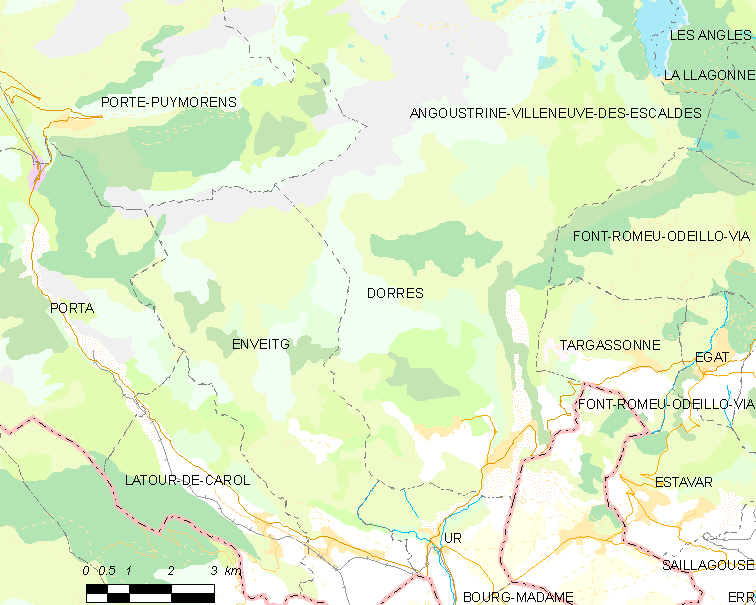
Situación de Dorres

## Lugares de interés
La localidad se conoce sobre todo por sus fuentes de agua caliente sulfurada, que brota a 42° y las termas que datan de tiempos de los romanos.
En las proximidades se encuentra la iglesia románica de Bell-lloc.

## Demografía
| 166 | 171 | 154 | 156 | 192 | 219 |
| Para los censos de 1962 a 1999 la población legal corresponde a la población sin duplicidades (Fuente: INSEE [Consultar]) |     |     |     |     |     |